# The Son (Film)
The Son (dt.: „Der Sohn“) ist ein Spielfilm des französischen Regisseur und Autors Florian Zeller aus dem Jahr 2022. Das Familiendrama ist eine Adaption von Zellers gleichnamigen Bühnenstücks Le fils, in der die neuen Lebensverhältnisse eines unter Depressionen leidenden Teenagers thematisiert werden. Die Hauptrollen übernahmen Zen McGrath, Hugh Jackman, Laura Dern und Vanessa Kirby.
Die britisch-französische Produktion wurde am 7. September 2022 bei den Internationalen Filmfestspielen von Venedig uraufgeführt. Ein regulärer Kinostart erfolgte in den Vereinigten Staaten am 20. Januar 2023 und in Deutschland sechs Tage später.

## Handlung
Gerade erst hat der erfolgreiche Anwalt Peter mit seiner um einige Jahre jüngeren Freundin Beth einen Sohn bekommen, als er von seiner Ex-Frau Kate aufgesucht wird. Diese berichtet ihm davon, dass ihr gemeinsamer 17-jähriger Sohn Nicholas seit über einem Monat nicht mehr die Schule besucht habe und durchgehend schlecht gelaunt sowie antriebslos sei. Da Kate mit der Gesamtsituation überfordert ist und teilweise Angst vor Nicholas hat, verspricht Peter ihr, sich mit seinem Sohn zu unterhalten. Im Gespräch äußert Nicholas den Wunsch, bei seinem Vater zu leben, da er den Schmerz der Welt zu Hause nicht mehr ertragen könne. Trotz der Bedenken von Beth zieht Nicholas bei seinem Vater und dessen neuer Familie ein. Da Peter geschäftlich viel unterwegs ist und ein Jobangebot in Washington, D.C. in Aussicht hat, müssen Beth und Nicholas zwangsläufig alleine miteinander klarkommen.
In der Folgezeit scheint sich der Gemütszustand von Nicholas zu bessern. Er gibt an, wieder Spaß an der Schule zu haben, und besucht zur Behandlung seiner Depression regelmäßig einen Therapeuten. Die Stimmung kippt jedoch, als Beth in Nicholas’ Zimmer ein Messer findet, mit dem sich der Jugendliche augenscheinlich zu verletzen scheint. Peter ist von seinem Sohn enttäuscht, dass er wieder in alte Verhaltensmuster zurückgefallen ist, und kann dessen schlechte psychische Verfassung trotz seiner Bemühungen nicht nachvollziehen. Nicholas offenbart daraufhin gegenüber seinem Vater, dass die Scheidung seiner Eltern der Auslöser für seine Depressionen war und er sich aufgrund der neuen Lebensverhältnisse vernachlässigt und überflüssig fühlt.
Nicholas begeht in der Wohnung seines Vaters einen Suizidversuch, wird allerdings von Beth rechtzeitig gefunden und in ein Krankenhaus eingeliefert. Der behandelnde Arzt Dr. Harris möchte Nicholas noch weitere Wochen in der Psychiatrie behalten, um zukünftig selbstverletzendes Verhalten ausschließen zu können, doch der Jugendliche fleht seine Eltern an, ihn aus der Einrichtung rauszuholen, da er sein Problem mittlerweile selbst erkannt habe. Schweren Herzens entschließen sich Peter und Kate nach langem Zögern dazu, Nicholas’ Wunsch zu folgen und ihn aus dem Krankenhaus zu holen. Für Peter und Kate scheint die Entscheidung zunächst richtig gewesen zu sein, doch Nicholas erschießt sich schon kurz darauf mit dem Jagdgewehr seines Vaters.
Auch vier Jahre später macht sich Peter noch Vorwürfe, nicht genug für seinen Sohn dagewesen und für dessen Suizid verantwortlich zu sein. Beth versucht ihrem Mann hingegen klarzumachen, dass er noch einen anderen Sohn habe, um den er sich kümmern müsse.

## Produktion

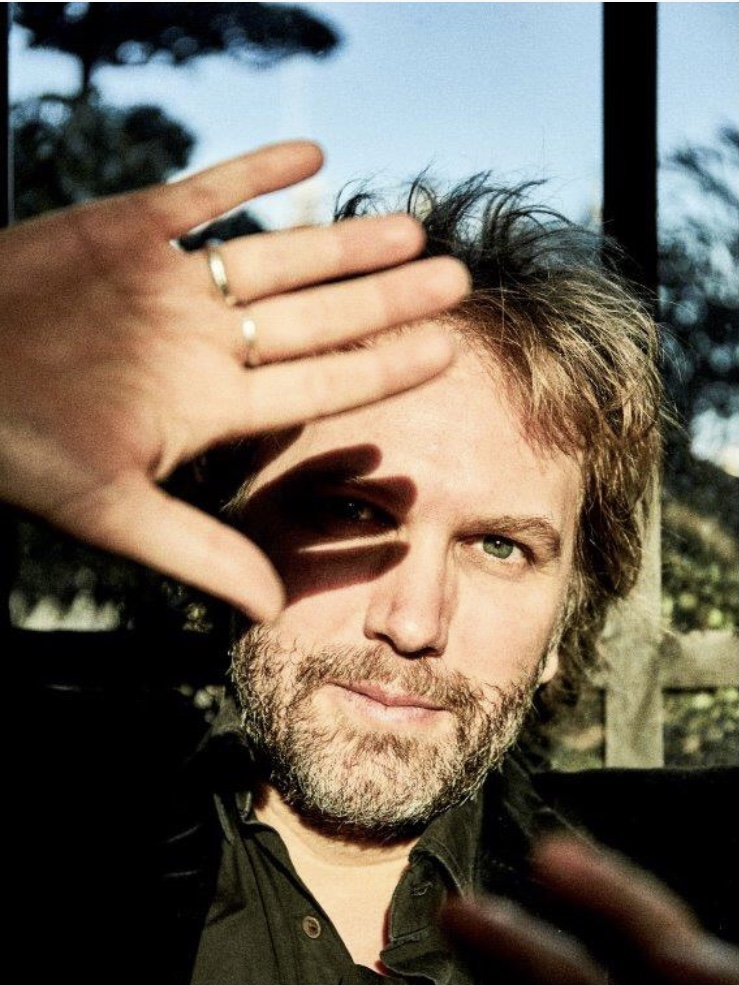
Regisseur und Drehbuchautor Florian Zeller

Nach dem Kritikererfolg von The Father kündigte der Filmemacher Florian Zeller im Januar 2021 an, mit The Son ein weiteres Theaterstück aus seiner Trilogie rund um Die Mutter, Der Vater und Der Sohn verfilmen zu wollen. Zeller schrieb das Bühnenwerk im Jahr 2018 für seinen eigenen Sohn und wollte mit ihm Depressionen auf eine „sehr ehrliche und demütige Weise“ thematisieren. Der Filmemacher nannte The Son eine „zutiefst menschliche Geschichte“, mit der er auch die Verbundenheit des Publikums zu Familie und Freunden stärken wollte. Zugunsten einer universelleren Erzählung wurde der Handlungsort von Zeller und seinem Co-Autor Christopher Hampton im Vergleich zur Theatervorlage von Paris nach New York City verlegt. Als Produzenten fungierten neben Zeller auch die beiden Oscargewinner Iain Canning sowie Emile Sherman, Joanna Laurie von See-Saw Films und Christophe Spadone. Im Juli 2021 sicherte sich Sony auf dem Marché du film wie schon bei The Father die US-amerikanischen Vertriebsrechte.
Für die Rolle des titelgebenden 17-jährigen Teenagers Nicholas wurde der australische Nachwuchsdarsteller Zen McGrath gecastet, der sich für den Dreh mit einem Sprachcoach einen amerikanischen Akzent antrainierte. Die beiden Elternrollen Peter und Kate wurden mit Hugh Jackman und Laura Dern besetzt. Jackman brachte sich bei Regisseur Florian Zeller für die Rolle selbst ins Gespräch, nachdem er das Theaterstück gesehen und von der Filmadaption gehört hatte, und traf sich in Vorbereitung auf die Dreharbeiten mit Betroffenen, um psychische Krankheiten besser verstehen zu können. Beth, die neue Lebensgefährtin von Jackmans Figur, wurde von Vanessa Kirby verkörpert. Darüber hinaus arbeitete auch Anthony Hopkins nach The Father erneut mit Zeller zusammen, ist allerdings nur in einer kleineren Nebenrolle als Peters Vater Anthony zu sehen.
Die Dreharbeiten mit Kameramann Ben Smithard begannen am 16. August 2021 in London und wurden Ende des Folgemonats nach New York City verlegt. Am 11. Oktober 2021 wurden die Filmaufnahmen offiziell abgeschlossen, ehe das Projekt im Juni 2022 fertiggestellt wurde. Wie bereits bei The Father beschränkte Regisseur Florian Zeller die Proben für wichtige Szenen auf ein Minimum, um die „Rohheit und Intensität“ der Darsteller authentisch einfangen zu können. Die Schauspieler und Crewmitglieder bekamen für die Verarbeitung besagter Szenen Zugang zu echten Therapeuten am Filmset.
Ein erster Teaser zum Film wurde am 30. August 2022 veröffentlicht; der Trailer folgte am 25. Oktober. The Son feierte am 7. September 2022 auf den Internationalen Filmfestspielen von Venedig seine Weltpremiere. Weitere Aufführungen erfolgten auf dem Toronto International Film Festival, dem Zurich Film Festival, dem London Film Festival und dem AFI Fest. Ein limitierter Kinostart in New York und Los Angeles erfolgte am 25. November 2022, ehe der Film am 20. Januar 2023 regulär in die US-Kinos kam. In Deutschland wurde The Son sechs Tage später über den Filmverleih Leonine veröffentlicht.

## Synchronisation
Die deutschsprachige Synchronisation entstand nach einem Dialogbuch und unter der Dialogregie von Martin Halm im Auftrag von Neue Tonfilm München.
| Rolle                  | Schauspieler    | Synchronsprecher   |
| ---------------------- | --------------- | ------------------ |
| Nicholas „Nick“ Miller | Zen McGrath     | Ben Hadad          |
| Peter Miller           | Hugh Jackman    | Thomas Nero Wolff  |
| Kate Miller            | Laura Dern      | Sabine Jaeger      |
| Beth                   | Vanessa Kirby   | Yvonne Greitzke    |
| Anthony Miller         | Anthony Hopkins | Jürgen Heinrich    |
| Dr. Harris             | Hugh Quarshie   | Christoph Jablonka |
| Andrew                 | William Hope    | Hans Bayer         |
| Dr. Leinert            | Gretchen Egolf  | Caroline Ebner     |
| Michael                | Alex Mugnaioni  | Andreas Thiele     |
| Mr. Yama               | Akie Kotabe     | Jan Makino         |
| Therapeut              | George Potts    | Patrick Schröder   |
| Senator Brian          | Joseph Mydell   | Thomas Albus       |

## Rezeption

### Altersfreigabe
In den Vereinigten Staaten erhielt The Son von der MPA aufgrund ausgereifter Themen wie Suizid und der Sprache ein PG-13-Rating. In Deutschland vergab die FSK eine Freigabe ab 12 Jahren. In der Freigabebegründung heißt es, der Film habe eine beklemmende Grundstimmung und behandle die ernsten Themen Depressionen und Suizid auf eine emotional intensive Weise – insbesondere aufgrund der Hilflosigkeit der Eltern. Kinder und Jugendliche ab 12 Jahren könnten jedoch eine ausreichende emotionale Distanz wahren und die Geschehnisse angemessen reflektieren. Trotz manch eindringlicher Situationen sei eine emotional überfordernde oder gar desorientierende Wirkung daher nicht zu befürchten.

### Kritiken
In einer ersten, Ende August 2022 veröffentlichten Reaktion lobte die Filmkritikerin Elsa Keslassy von Variety das Werk als „eindrucksvollsten Film“, den sie seit langem gesehen habe. The Son sei „noch besser“ als Florian Zellers vielfach preisgekröntes Regiedebüt The Father (2020). Die aufrichtige und verletzliche Darstellung von Hugh Jackman als Vater habe Keslassy überwältigt und noch Stunden nach dem Ansehen beschäftigt. Auch könne sich Laura Dern Preischancen für ihre Leistung als Ex-Ehefrau Kate ausrechnen.
Nach der Uraufführung in Venedig zeigte sich die Fachkritik entgegen Keslassys frühem Lob weniger beeindruckt. Von den bei Rotten Tomatoes nach der Premiere aufgeführten 182 Kritiken fallen nur 29 % positiv aus. Trotz Lob für Laura Dern und Hugh Jackman bliebe The Son „in abschreckend aggressivem Melodrama verstrickt“, so das Fazit. Auf der Website Metacritic erhielt The Son eine ähnliche Bewertung basierend auf über 46 ausgewerteten englischsprachigen Kritiken. Damit fielen die Reaktionen der englischsprachigen Fachkritik schwächer aus als bei Zellers vorangegangenem Werk The Father.
Zu einem überwiegend positiven Urteil gelangt Peter Bradshaw vom Guardian, für den The Son ein herzzerreißend schmerzhaftes, kraftvolles und wunderschön arrangiertes Filmdrama über familiäre Ängste sei. Auf einer tieferen Ebene handle der Film vom Unverständnis seitens der Generation X gegenüber der Jugend und Hugh Jackman liefere hierbei eine großartige schauspielerische Darbietung ab. Als kontrovers fasst Bradshaw die gezeigten Rückblenden und das Ende auf, bei denen emotional jeweils mit dem Vorschlaghammer gearbeitet werde, sich die große Bedeutung und Finesse wie in The Father allerdings vermissen lasse.
Enttäuscht zeigt sich David Rooney vom Hollywood Reporter, der The Son als „deprimierenden Film über Depressionen“ mit nur einem einzigen Moment der Heiterkeit beschreibt. Betroffene würden zweifelsohne von dem bedrückenden Szenario und den gestellten Fragen berührt sein, doch die Fokussierung auf den großartig aufspielenden Hugh Jackman bringe ein Ungleichgewicht in die Erzählung, durch die Zen McGrath als Darsteller der titelgebenden Figur auf Distanz gehalten und an den Rand seiner eigenen Geschichte gedrängt werde. So fehle es Nicholas wie auch den anderen Charakteren an Tiefe und Grautönen, wodurch das Publikum von den Figuren nicht wirklich berührt werden könne. Regisseur Florian Zeller weigere sich zudem, suizidale Depressionen tiefer zu analysieren, und präsentiere sie stattdessen als private Hölle, zu der Außenstehende keinen Zugang hätten. Einziger Lichtblick sei für Rooney der kurze Auftritt von Anthony Hopkins, der Biss und mehr Variation in einen sonst eintönigen Film bringe.
Auch Natalia Winkelman von der New York Times kritisiert den erzählerischen Ansatz von The Son und gibt an, das Thema Depressionen im Jugendalter werde ungeschickt angegangen. Regisseur Florian Zeller scheine sich ein veraltetes Verständnis von psychischen Krankheiten angeeignet zu haben und lasse jede psychologische Tiefe vermissen. Angesichts des Einfallsreichtums von The Father sei die Langatmigkeit und der Verzicht auf Perspektivwechsel verblüffend; die gezeigten Emotionen würden gleichzeitig aber kaum real wirken. So würden die Darsteller mit ihren klobigen Dialogzeilen etwas im Stich gelassen werden.

### Einspielergebnis
Die weltweiten Einnahmen aus Kinovorführungen belaufen sich auf 3,6 Millionen US-Dollar, von denen The Son allein 450.000 US-Dollar im nordamerikanischen Raum einspielen konnte.

### Auszeichnungen
Mit The Son konkurrierte Florian Zeller zum ersten Mal um den Goldenen Löwen, den Hauptpreis des Filmfestivals von Venedig; der Film blieb jedoch unprämiert. Hauptdarsteller Hugh Jackman wurde im Jahr 2023 jeweils für einen Golden Globe Award, Satellite Award und AACTA International Award nominiert.